# A Definição de Software Livre
A Definição de Software Livre, escrito por Richard Stallman e publicado pela Free Software Foundation (FSF), define software livre como sendo software que garante que os usuários finais têm a liberdade de uso, estudar, partilha e modificar esse software. O termo "livre" é usado no sentido de "liberdade de expressão", não de "gratuitamente."  A publicação mais antiga conhecida da definição, edição de fevereiro de 1986 agora descontinuado publicação do GNU's Bulletin da FSF. A fonte canônica para o documento está na seção de filosofia do Projeto GNU no website. Em Abril de 2008, é publicado em 39 idiomas. FSF publica uma lista de licenças que cumpram esta definição.

## As quatro liberdades essenciais de software livre
A definição publicada pela FSF em Fevereiro de 1986 teve dois pontos:
Em 1996, quando o site da gnu.org foi lançado, "software livre" foi definido por referência ao "três níveis de liberdade", acrescentando uma menção explícita da liberdade de estudar o software (que pode ser lido na definição de dois pontos como sendo parte da liberdade de mudar o programa). Stallman depois evitou a palavra "níveis", dizendo que você precisa de todas os liberdades, por isso é enganoso pensar em termos de níveis.
Finalmente, uma outra liberdade foi adicionada, para dizer explicitamente que os usuários devem ser capazes de executar o programa. As liberdades existentes já foram numeradas de um a três, mas esta liberdade deve vir antes das outras, por isso, foi adicionada como "liberdade zero".
A definição moderna define software livre por se ou não o destinatário tem as seguintes quatro liberdades:
Liberdades 1 e 3 exigem código fonte esteja disponível porque estudar e modificar software sem o seu código fonte é altamente impraticável.

## Definições posteriores
Em julho de 1997, Bruce Perens publicou a Debian Free Software Guidelines. Este também foi usado por Open Source Initiative (OSI), sob o nome de "A Definição de Código Aberto", a única mudança é que o uso do termo "software livre" foi substituído pelo termo alternativo para software livre, "software de código aberto".

## Comparação com a Definição de Código Aberto
Apesar das diferenças filosóficas fundamentais entre o movimento software livre e o movimento código aberto, as definições oficiais de software livre pela Free Software Foundation e de software de código aberto pela Open Source Initiative referem-se basicamente às mesmas licenças de software, com algumas pequenas exceções. Embora sublinhando as diferenças filosóficas, a Free Software Foundation, comenta: